# Seznam katastrálních území v okrese Jeseník
V této tabulce je uveden kompletní výčet katastrálních území Okresu Jeseník, včetně rozlohy a místních částí, které na nich leží.
| Název KÚ                    | Místní části                           | Obec                 | km2   |
| --------------------------- | -------------------------------------- | -------------------- | ----- |
| A                           | A                                      | A                    |       |
| Adolfovice                  | Adolfovice                             | Bělá pod Pradědem    | 34,96 |
| Bernartice u Javorníka      | Bernartice                             | Bernartice           | 18,66 |
| Bílá Voda u Javorníka       | Městys Bílá Voda, Ves Bílá Voda        | Bílá Voda            | 12,83 |
| Bílý Potok                  | Bílý Potok                             | Javorník             | 12,01 |
| Buková u Bernartic          | Buková                                 | Bernartice           | 5,9   |
| Bukovice u Jeseníka         | Bukovice                               | Jeseník              | 7,28  |
| Černá Voda                  | Černá Voda                             | Černá Voda           | 8,52  |
| Česká Ves                   | Česká Ves                              | Česká Ves            | 24,51 |
| Dolní Červená Voda          | Stará Červená Voda                     | Stará Červená Voda   | 2,76  |
| Dolní Fořt                  | Dolní Fořt, Horní Fořt                 | Uhelná               | 3,84  |
| Dolní Les                   | Dolní Les                              | Vlčice               | 0,97  |
| Dolní Lipová                | Bobrovník, Lipová-lázně                | Lipová-lázně         | 15,58 |
| Dolní Skorošice             | Skorošice                              | Skorošice            | 9,3   |
| Dolní Údolí                 | Dolní Údolí                            | Zlaté Hory           | 6,48  |
| Domašov u Jeseníka          | Bělá, Domašov, Filipovice              | Bělá pod Pradědem    | 57,17 |
| Fojtova Kraš                | Velká Kraš                             | Velká Kraš           | 4,85  |
| Horní Heřmanice u Bernartic | Horní Heřmanice                        | Bernartice           | 3,96  |
| Horní Hoštice               | Horní Hoštice                          | Javorník             | 18,77 |
| Horní Lipová                | Horní Lipová                           | Lipová-lázně         | 28,79 |
| Horní Skorošice             | Skorošice                              | Skorošice            | 26,08 |
| Horní Údolí                 | Horní Údolí                            | Zlaté Hory           | 19,9  |
| Hradec u Jeseníka           | Hradec-Nová Ves                        | Hradec-Nová Ves      | 2,45  |
| Hukovice u Velké Kraše      | Velká Kraš                             | Velká Kraš           | 2,43  |
| Hundorf                     | Horní Hoštice                          | Javorník             | 3     |
| Javorník-město              | Javorník                               | Javorník             | 8,77  |
| Javorník-ves                | Javorník                               | Javorník             | 9,09  |
| Jeseník                     | Jeseník                                | Jeseník              | 10,34 |
| Kamenička u Bílé Vody       | Kamenička                              | Bílá Voda            | 2,17  |
| Kobylá nad Vidnavkou        | Kobylá nad Vidnavkou                   | Kobylá nad Vidnavkou | 10,82 |
| Kolnovice                   | Kolnovice                              | Mikulovice           | 3,62  |
| Malá Kraš                   | Velká Kraš                             | Velká Kraš           | 4,34  |
| Mikulovice u Jeseníka       | Mikulovice                             | Mikulovice           | 18,58 |
| Nová Červená Voda           | Nová Červená Voda                      | Stará Červená Voda   | 20,68 |
| Nová Ves u Jeseníka         | Hradec-Nová Ves                        | Hradec-Nová Ves      | 2,05  |
| Nové Vilémovice             | Červený Důl, Hraničky, Nové Vilémovice | Uhelná               | 13,53 |
| Ondřejovice v Jeseníkách    | Ondřejovice, Salisov                   | Zlaté Hory           | 17,93 |
| Ostružná                    | Ostružná, Ramzová                      | Ostružná             | 18,85 |
| Petrovice u Skorošic        | Petrovice                              | Skorošice            | 11,13 |
| Petříkov u Branné           | Petříkov                               | Ostružná             | 6,24  |
| Písečná u Jeseníka          | Písečná                                | Písečná              | 6,12  |
| Rejvíz                      | Rejvíz                                 | Zlaté Hory           | 9,14  |
| Rokliny                     | Černá Voda                             | Černá Voda           | 1,45  |
| Seč u Jeseníka              | Dětřichov                              | Jeseník              | 20,6  |
| Stará Červená Voda          | Stará Červená Voda                     | Stará Červená Voda   | 13,24 |
| Studený Zejf                | Chebzí, Studený Zejf                   | Písečná              | 2,32  |
| Supíkovice                  | Supíkovice                             | Supíkovice           | 9,28  |
| Široký Brod                 | Široký Brod                            | Mikulovice           | 11,08 |
| Tomíkovice                  | Tomíkovice                             | Žulová               | 6,12  |
| Travná u Javorníka          | Travná                                 | Javorník             | 6,5   |
| Uhelná                      | Uhelná                                 | Uhelná               | 5,15  |
| Vápenná                     | Polka, Vápenná                         | Vápenná              | 36,77 |
| Velká Kraš                  | Velká Kraš                             | Velká Kraš           | 9,88  |
| Velké Kunětice              | Velké Kunětice                         | Velké Kunětice       | 9,81  |
| Vidnava                     | Vidnava                                | Vidnava              | 4,25  |
| Vlčice u Javorníka          | Bergov, Vlčice                         | Vlčice               | 16,22 |
| Vojtovice                   | Vojtovice                              | Vlčice               | 1,46  |
| Zálesí u Javorníka          | Zálesí                                 | Javorník             | 19,28 |
| Zlaté Hory v Jeseníkách     | Rožmitál, Zlaté Hory                   | Zlaté Hory           | 32,5  |
| Žulová                      | Žulová                                 | Žulová               | 8,63  |

Celková výměra 718,94 km2